# Polovod'e
Polovod'e (Половодье) è un film del 1962 diretto da Iskra Leonidovna Babič.